# Au cœur de la vie
Au cœur de la vie (en francès Al cor de la vida) és una pel·lícula francesa dirigida per Robert Enrico i estrenada el 1963. Està rodada en francès i en anglès.

## Sinopsi
Au cœur de la vie és un llargmetratge compost de tres curtmetratges extrets de narracions d'Ambrose Bierce ambientades durant la guerra civil americana a partir d'abril de 1861: L'Oiseau moqueur, La Bataille de Chickamauga i La Rivière du hibou.

## Repartiment
- Stéphane Fey - Oficial de la Unió (segment "Rivière du hibou, La") / Pvt Greyrock (segment "L'oiseau moqueur")
- François Frankiel - Pvt John Greyrock (segment "L'oiseau moqueur")
- Éric Frankiel - Pvt Willian Greyrock (segment "L'oiseau moqueur")
- Frédérique Ruchaud - Mare de Johny (segment "Chickamauga")
- Georgette Larson
- Edwine Moatti
- Pilou Boffety - Johny (segment "Chickamauga") (com Le Petit Pillou)
- Roger Jacquet - Peyton Farquhar (segment "Rivière du hibou, La")
- Anne Cornaly - Abby Farquhar (segment "Rivière du hibou, La")
- Micheline Catty

## Premis i nominacions
Va participar en la secció oficial del Festival Internacional de Cinema de Sant Sebastià 1963, on va rebre el premi a la millor direcció. El 1962 va rebre la Palma d'Or al millor curtmetratge al 15è Festival Internacional de Cinema de Canes i el gran premi a les Jornades Internacionals del Curtmetratge de Tours per La Rivière du hibou.